# Jožin z bažin
«Йо́жин з ба́жин» (чеш. Jožin z bažin — Йожин с болот) — песня, написанная Зденеком Навратилом и исполненная  Иваном Младеком и его группой «Banjo Band». В 1977 году композиция вышла как на отдельном миньоне вместе с песней Ušní Příhoda, так и в составе студийного альбома Nashledanou!. В 1978 году на чехословацком телевидении был выпущен видеоклип на эту песню.

## Сюжет и создание песни
Песня пародирует сказочные сюжеты, в которых героический рыцарь избавляет королевство от страшного чудовища и получает в награду принцессу и полцарства. В данном случае председатель местного колхоза (JZD) сулит тому, кто избавит их от «Йожина с болот», свою дочь в жёны и половину хозяйства в придачу. Герой песни использует против Йожина порошок, распылённый с самолёта, и продаёт его в зоопарк.
Песня была вдохновлена Зденеком «Кнючиком» Навратилом из Злина. Первоначально он хотел положить на музыку собственное стихотворение об эксгибиционисте с болота, пугающем работниц обувной фабрики. Иван Младек понимал, что произведение такой тематики не допустят на СМИ того времени, поэтому предложил превратить историю в сказку. Навратил согласился и пообещал Младеку бутылку сливовицы за сочинение и запись такой песни.

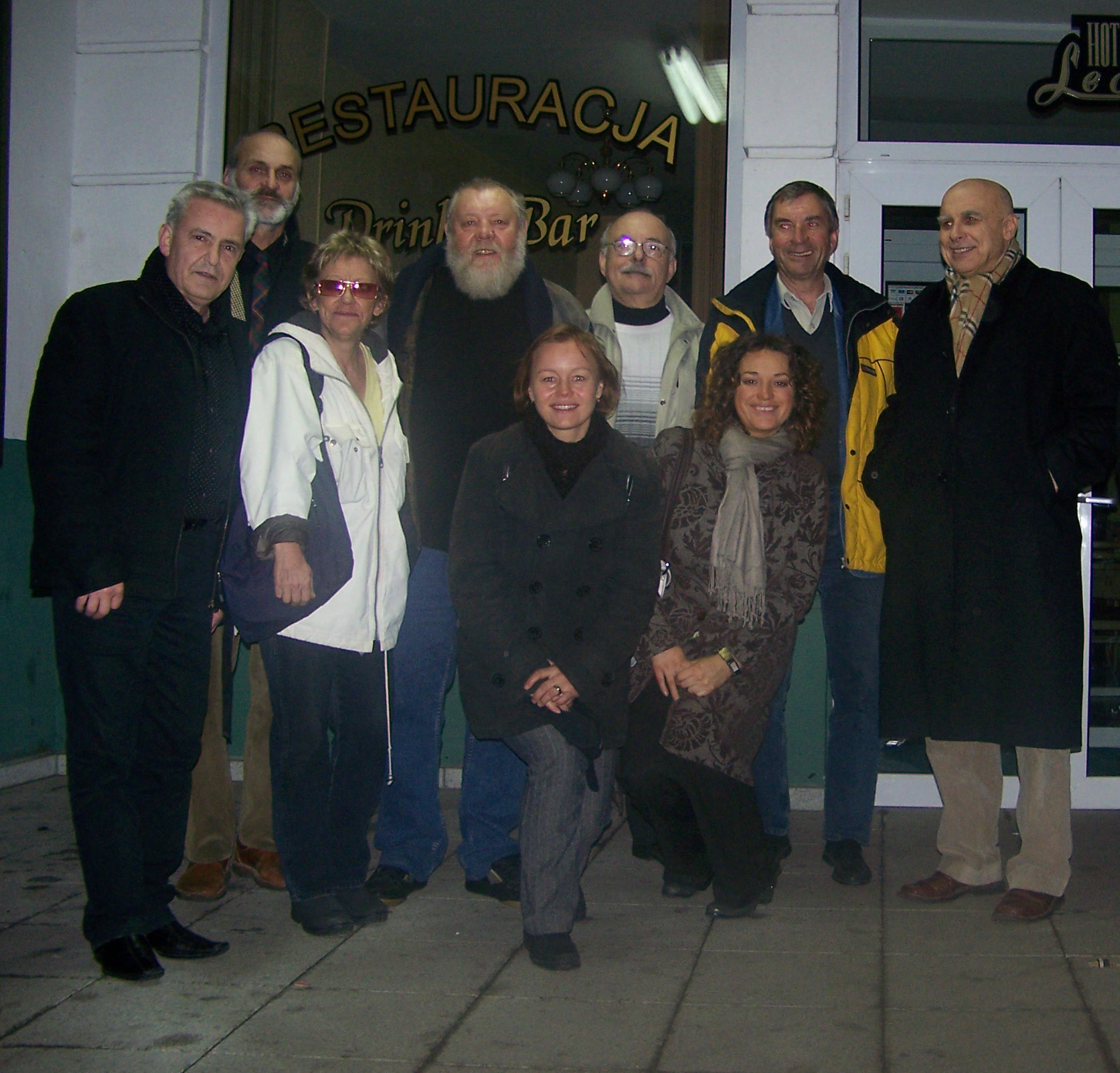
Группа Banjo Band

## Популярность в начале XXI века
В 2008 году песня стала популярна в Польше и Венгрии, в течение нескольких месяцев держалась в топах местных радиостанций. Видеоклип «Йожин с бажин» стал интернет-мемом в России, Венгрии, Польше и Австрии из-за своего необычного звучания для аудитории, не знакомой с чешским языком. С января 2008 года его просмотрели несколько миллионов пользователей сети. В Интернете выложен ряд пародий и ремиксов клипа «Йожин з бажин», многие видео имеют миллионы просмотров. Между тем, в самой Чехии популярность Ивана Младека и группы «Banjo Band» не прекращалась — музыканты выпускают диски-антологии и выступают с концертами.
Одним из отличительных и запоминающихся атрибутов клипа этой песни является нелепый конвульсивный танец, который во время припева исполняет один из вокалистов группы, серьёзный бородатый мужчина Иво Пешак. В последующих перепевках и пародиях на песню часто также исполняется подобный танец.
Происхождение Йожина — город Визовице. 16 августа 2008 года в родном городе был открыт памятник Йожину — в рамках фестиваля Trnkobraní была установлена четырёхметровая деревянная статуя.
Иван Младек и его группа также планировали провести концерты в городах России. «Ехать, конечно, надо, потому что на нашей странице в Интернете посещений из России уже больше, чем из Польши», — заявил Младек «Русскому репортёру» (интервью от 1 августа 2008 г.).
8 апреля 2009 года в рамках четвертьфинала Высшей лиги КВН команда «Станция Спортивная» исполнила свою версию этой песни на заданную тему «Новый гаудеамус», где она затронула современные для России проблемы высшего образования. 12 мая того же года песня была исполнена в передаче «Прожекторперисхилтон», где было сказано, будто эту песню собирался петь на «Евровидении» вымышленный чехословацкий певец Марек Ружичка.
В том же году свою версию чешской песни записала группа «Мурзилки International». В этой версии героем песни стал тогдашний премьер-министр России Путин, посещающий город Пикалёво для разрешения возникшей там кризисной ситуации. В 2017 году свою версию записала саратовская (ныне московская) рок-группа «ЖабЪ». Существуют также польская и литовская пародии, посвященные их политикам — Дональду Туску и Андрюсу Кубилюсу. В 2018 году песню исполнила Metallica на концерте в Праге.